# Мучник, Макс
Ма́кс Му́чник (англ. Max Mutchnick, имя при рождении – Дже́йсон На́йдорф Му́чник (англ. Jason Nidorf Mutchnick); род. 11 ноября 1965, Чикаго, Иллинойс, США) — американский сценарист и продюсер.

## Ранняя жизнь
Мучник родился в Чикаго, Иллинойс, но вырос в Беверли-Хиллз. Его отец — графический дизайнер и один из основателей Музея современного искусства Чикаго — рано умер, и Мучник воспитывался матерью — исполнительным директором и автором детских книг. Старший брат Макса пошел по стопам отца, также став дизайнером, и основал успешную дизайнерскую веб-фирму.
Сам Мучник с детства увлекся телевидением, проводя все свободное от школы время на студии Paramount Pictures, где работала его мать.
В 1986 году он окончил колледж Эмерсон.

## Карьера
Карьеру сценариста он начал в игровых шоу и сериалах «Хороший совет» и «Чудесные годы». Совместно с Дэвидом Коэном он создал сериалы «Типичный Бостон» (закрытый в 1997 году после двух сезонов) и «Уилл и Грейс». Мучник также писал для шоу «Доброе утро, Майами!», и продюсировал сериалы «Четыре короля» и «Близнецы». Заглавные персонажи сериала «Уилл и Грейс» были списаны с самого Мучника и его лучшей подруги Джанет.
Мучник и Дэвид Коэн — совладельцы продюсерской компании «KoMut Entertainment» (комбинация их фамилий).
7 июня 2006 года колледж Эмерсон в Бостоне объявил о наименовании одного из зданий на кампусе именем Макса Мучника, в благодарность за его щедрое пожертвование.
В 2012 году Мучник и Коэн создали сериал «Партнёры» для CBS, который был закрыт в том же году.
В мае 2013 Turner Broadcasting объявила, что разрабатывает сериал на TBS с рабочим названием Clipsters, c Дэвидом Кохэном и Максом Мучником в качестве сценаристов и исполнительных продюсеров. 6 мая 2014 года TBS, объявил, зеленый свет десяти эпизодам, сериал был тогда назван Buzzy's. 16 июня 2015 года cериал под названием «Clipped» вышел в эфир.
В 2017 году канал NBC заказал девятый сезон сериала «Уилл и Грейс», который выйдет в телевизионном сезоне 2017/18.
Мучник и Джефф Астроф разрабатывают новый комедийный сериал «Happy Peppers» для NBC.

## Личная жизнь
Мучник — открытый гей. Он сочетался браком со своим партнёром, адвокатом Эриком Химаном 25 октября 2008, а 19 сентября того же года у них родились двое дочерей, Эван Харт Химан-Мучник и Роуз Остин Химан-Мучник, рождённые суррогатной матерью.